# معهد الفن (شيكاغو)

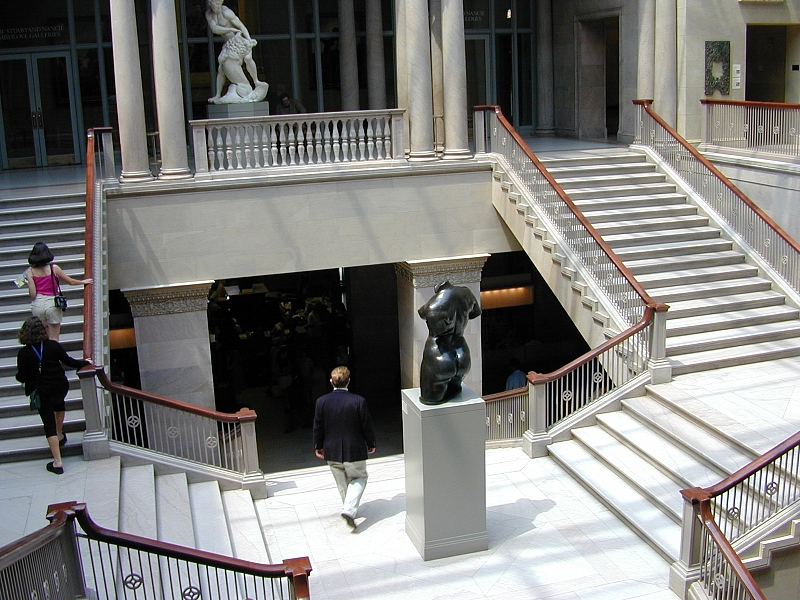
مدخل معهد الفن

معهد الفن في شيكاغو (Art Institute of Chicago) متحف عام للفن، ومركز ثقافي وتعليمي في الولايات المتحدة. تأسس معهد الفن عام 1866 باسم أكاديمية شيكاغو للتصميم، تضم المجموعات المعروضة في المعهد اللوحات والمنحوتات، والمطبوعات والرسومات والفنون الزخرفية الأوروبية والأمريكية والفن الشرقي والكلاسيكي وفن التصوير الضوئي والمنسوجات وفنون وحرف أفريقيا وأمريكا اللاتينية وجزر المحيط الهادئ وأمريكا ما قبل كولمبوس.
يمتلك معهد الفنون واحدة من أفضل مجموعات الفن الانطباعي وما بعد الانطباعي في العالم. المتحف مرتبط بمدرسة معهد شيكاغو للفنون. جيمس كونو هو مديره ورئيسه. تبلغ مساحة مبانيه مليون قدم مربع (92,903,040 متر مربع). ولذا يعد ثاني أكبر متحف فني في الولايات المتحدة. فقط متحف متروبوليتان للفنون في مدينة نيويورك هو الذي يتفوق عليه من حيث المساحة.

## التاريخ
في عام 1866 أسست مجموعة من 35 فنانًا أكاديمية شيكاغو للتصميم في استوديو في شارع ديربورن. أرادت المجموعة إدارة مدرسة مجانية بمعرض فني خاص بها. تم تصميم المنظمة على غرار أكاديميات الفنون الأوروبية مثل الأكاديمية الملكية. أطلق على الأشخاص الذين عملوا هناك الأكاديميون والأكاديميون المشاركون. تم منح ميثاق الأكاديمية في مارس 1867.
بدأت الفصول الدراسية في عام 1868، وكانت الفصول تجري كل يوم، دفع الطلاب للمدرسة 10 دولارات أمريكية شهريًا. كانت الأكاديمية الجديدة ناجحة، قامت المدرسة بعد ذلك ببناء مبنى حجري مكون من خمسة طوابق والذي تم افتتاحه في 22 نوفمبر 1870.
عندما دمر حريق شيكاغو العظيم المبنى عام 1871، بدأت الأكاديمية تدين بالكثير من المال. حاولت الأكاديمية تأجير المرافق ولكنها فشلت. بحلول عام 1878، كانت الأكاديمية مدينة بمبلغ 10000 دولار، حاول الأعضاء إنقاذ المؤسسة الضعيفة من خلال عقد صفقات مع الشركات المحلية، استسلم البعض في عام 1879 وبدأوا منظمة جديدة تسمى أكاديمية شيكاغو للفنون الجميلة، عندما أفلست أكاديمية شيكاغو للتصميم في نفس العام اشترت أكاديمية شيكاغو الجديدة للفنون الجميلة أصولها في مزاد. 
في عام 1882، غيرت أكاديمية شيكاغو للفنون الجميلة اسمها إلى الاسم الحالي، معهد شيكاغو للفنون. استأجرت المدرسة المبنى الحالي للعقار وتم تشييد مبنى جديد خلفه لإيواء مرافق المدرسة. 
بينما كانت شيكاغو تخطط لاستضافة المعرض الكولومبي العالمي 1892-1893 (المعرض العالمي) أراد معهد الفنون إنشاء مبنى جديد. اقترح معهد الفنون أن تقوم المدينة ببناء مبنى دائم على البحيرة للمعرض ومنح المبنى الجديد للمعهد بعد ذلك. وافقت المدينة وتم الانتهاء من المبنى في الوقت المناسب، تم دفع تكاليف البناء عن طريق بيع ممتلكات ميشيغان / فان بورين. في 31 أكتوبر 1893 انتقل المعهد إلى المبنى الجديد والذي يواجه شارع ميشيغان في الغرب ومسار إلينوي للسكك الحديدية في الشرق.
بدءاً من 1900 وحتى حوالي 1970 قدمت المدرسة مع عائلة لوغان (أعضاء مجلس الإدارة) ميدالية لوغان للفنون، أصبحت ميدالية لوغان من أكثر الجوائز المميزة التي تُمنح للفنانين في الولايات المتحدة، في عام 1924 توسع مبنى المتحف إلى الشرق من خلال جسر يعبر فوق خطوط السكك الحديدية بجناح جديد على الجانب الشرقي من المسارات.
بين عامي 1959 و1970 لم يعتقد البعض أن الصور (التصوير الفني والوثائقي) كانت فنًا جادًا يجب عرضه في المعارض الفنية، كافح المعهد لتغيير رأي الناس لقبول مثل هذه الصور، وقد قاد هذه المعركة أمين الصور هيو إدواردز.
بصفته مديرًا للمتحف بدءًا من أوائل الثمانينيات أجرى جيمس إن وود توسعًا كبيرًا في المتحف وأشرف على مشروع كبير لتجديد وتوسيع مرافقه، ووصفت صحيفة نيويورك تايمز وود بأنه «أحد أكثر مديري المتاحف احتراما في البلاد». أنشأ وود معارض كبيرة لأعمال بول غوغان وكلود مونيه وفينسنت فان جوخ التي سجلت أرقامًا قياسية للحضور في المتحف، ثم تقاعد من المتحف عام 2004.
في عام 2006، بدأ معهد الفنون في بناء جناحه الجديد «الجناح الحديث». يقع الجناح الجديد في الركن الجنوبي الغربي لكولومبوس ومونرو. صمم المهندس المعماري رينزو بيانو الحائز على جائزة بريتزكر الجناح الجديد. تم افتتاحه للجمهور في 16 مايو 2009. يجعل المبنى الذي تبلغ مساحته 264000 قدم مربع (24500 متر مربع) من معهد الفنون ثاني أكبر متحف فني في الولايات المتحدة. يضم المبنى مجموعات المتحف ذات الشهرة العالمية لفن القرنين العشرين والحادي والعشرين، وتحديداً الرسم والنحت الأوروبي الحديث والفن المعاصر والهندسة المعمارية والتصميم والتصوير الفوتوغرافي.

## مجموعة المتحف
تغطي مجموعة معهد شيكاغو للفنون أكثر من 5000 عام من التعبير الإنساني من الثقافات حول العالم، يمتلك المتحف أكثر من 260.000 عملاً فنياً، يحتفظ معهد الفنون بأعمال فنية تتراوح ما بين المطبوعات اليابانية إلى أحدث الفنون الأمريكية.
يشتهر المتحف اليوم بمجموعاته من اللوحات الانطباعية وما بعد الانطباعية والأمريكية، هناك أكثر من 30 لوحة لكلود مونيه في المجموعة الانطباعية وما بعد الانطباعية، تضم المجموعة أيضًا أعمالًا مهمة لبيير أوغست رينوار بينما تشمل اللوحات غير الفرنسية غرفة نوم فنسنت فان جوخ في آرل وصورة ذاتية عام 1887، يحتوي المتحف أيضًا على أعمال فنية أمريكية.
في سبتمبر 2010 أطلق معهد الفنون أول تطبيق للهاتف المحمول، هذا التطبيق عبارة عن كتالوج (دليل) لهذه المجموعة الانطباعية وما بعد الانطباعية، يعرض
عرض معهد الفنون أيضًا عددًا من الأعمال التي ليست لوحات.
تم تصميم معرض اللمس في المتحف خصيصًا للأشخاص الذين لا يستطيعون الرؤية، يحتوي على العديد من الأعمال التي يتم تشجيع ضيوف المتحف على تجربتها من خلال حاسة اللمس بدلاً من الرؤية بالإضافة إلى لوحات وصف مصممة خصيصًا مكتوبة بطريقة برايل،  تحتوي المعارض المصرية واليونانية والرومانية القديمة على علبة مومياء ومومياء بانكين آمون بالإضافة إلى العديد من العملات الذهبية والفضية.

### مجموعة تيرا
كان متحف تيرا (الآن مؤسسة تيرا) متحفًا فنيًا منفصلاً في شيكاغو كان قد تم إغلاقه في أكتوبر 2004،  ومنذ أبريل 2005 تم إعارة قرابة الخمسين لوحة من هذا المتحف إلى قسم الفن الأمريكي في معهد الفنون في شيكاغو، تقدم هذه اللوحات أحد أكثر العروض شمولاً للفن الأمريكي في البلاد كما توجد مجموعة الأعمال الأمريكية الورقية الخاصة بالمؤسسة في قسم المطبوعات والرسومات في معهد الفنون.

### مجموعة الفن الأفريقي الأمريكي
يروج معهد شيكاغو للفنون لدراسة الفنون التي قام بها الأمريكيون الأفارقة، إذ تقدم مجموعته توضيحًا تاريخيًا للتقدم الذي أحرزه الأمريكيون من أصل أفريقي، تُظهر الأعمال أيضًا النضال المستمر للأميريكيين الأفارقة، تتضمن المجموعة عناصر تعود إلى حقبة الحرب الأهلية ونهضة هارلم ونضالات الحقوق المدنية التي أعقبت الحرب العالمية الثانية حتى الفترة المعاصرة.

### المجموعة الفنية الأوروبية
يمتلك معهد الفنون مجموعة من فنون العصور الوسطى المصنوعة في أوروبا خلال الأعوام 800-1300م، يضم كلاً من الأعمال الدينية وأغراض الحياة اليومية وتشمل الرسم والنحت والأعمال المعدنية الفاخرة والزجاج الملون والمنسوجات والمخطوطات، يمتلك المتحف مجموعات متنوعة من الأسلحة والدروع والمجوهرات والسيراميك والمنسوجات، يمتلك المتحف أيضًا قطعًا من عصر النهضة (1300-1600) في فرنسا وألمانيا وإيطاليا وإسبانيا وهولندا.

## مبنى معهد الفنون
شبلي وروتان وكوليدج من بوسطن ماساتشوستس صمموا مبنى أليرتون بأسلوب الفنون الجميلة، والذي تم بناؤه من أجل المعرض الكولومبي العالمي لعام 1893 باعتباره المبنى الإضافي للمؤتمر العالمي بقصد أن يشغل معهد الفنون المبنى بعد إغلاق المعرض.
يوجد تمثالان لأسدين من البرونز على جانبي المدخل الغربي لمعهد الفنون في شارع ميشيغان، أعطاهما نحاتهما إدوارد إل كيمي أسمين غير رسميين: أسد الجنوب «يقف في موقف التحدي» وأسد الشمال «في طوفان»، عندما يلعب فريق رياضي في شيكاغو في بطولات الدوري الخاص به (أي سوبر بول أو نهائيات كأس ستانلي وليس التصفيات بأكملها) غالبًا ما يرتدي الأسدان زي هذا الفريق، كما يتم وضع أكاليل الزهور دائمة الخضرة حول عنقيهما خلال موسم عيد الميلاد.
يتميز المدخل الشرقي للمتحف بالمدخل المقوس الحجري الذي تم نقله من مبنى بورصة شيكاغو القديم، صمم لويس سوليفان البورصة في عام 1894، ثم هدمت البورصة في عام 1972 ولكن تمت إعادة بناء الأجزاء المحفوظة من غرفة التجارة الأصلية داخل معهد الفنون.

### صالات عرض فوق خطوط السكة الحديد
مبنى معهد الفنون غير عادي لأنه يتكون من مجموعتين من المباني المرتبطة بجسر من طابقين فوق مسارات سكة حديد في الهواء الطلق، وهو ما أتاح مساحة للجناح الحديث الجديد والساحات الخارجية، أضاف التجديد نوافذ تواجه الشمال باتجاه حديقة الألفية، صمم رينزو بيانو مساحة المعرض بالتزامن مع تصميمه للجناح الحديث، يتميز المعرض بنفس حاجز النوافذ المستخدم هناك لحماية الفن من أشعة الشمس المباشرة، كان الطابق العلوي من مبنى الجسر يقام فيه في السابق المعارض الأوروبية الحديثة ولكن تم تجديده في عام 2008، تُظهر صالات العرض الآن الفن الانطباعي وما بعد الانطباعي.

### الجناح الحديث
في 16 مايو 2009  افتتح معهد الفنون الجناح الحديث وهو أكبر توسع في تاريخ المتحف، الإضافة التي تبلغ مساحتها 264000 قدم مربع (24500 متر مربع) والتي صممها رينزو بيانو تجعل من معهد الفنون ثاني أكبر متحف في الولايات المتحدة، الجناح الحديث هو موطن لمجموعة المتحف للفن الأوروبي في أوائل القرن العشرين بما في ذلك عازف الجيتار القديم لبابلو بيكاسو، يضم الجناح الحديث أيضًا الفن المعاصر من بعد عام 1960 ومعارض التصوير الفوتوغرافي ووسائط الفيديو والهندسة المعمارية والتصميم الجديدة، تُظهر تلك المعارض عروضاً أصلية لفرانك لويد رايت ولودفيغ ميس فان دير روه وبروس غوف، يحتوي الجناح الحديث أيضًا على مساحة عرض مؤقتة ومحلات تجارية وفصولاً دراسية ومقهى ومطعم يطل على حديقة الألفية من شرفته، في عام 2009 فاز الجناح الحديث بجائزة شيكاغو للابتكار.

## المكتبات
تغطي مجموعات المكتبات جميع فترات الفن ولكنها تشتهر بمجموعتها الكبيرة من الهندسة المعمارية في القرنين الثامن عشر والعشرين. تخدم المكتبات موظفي المتحف وطلاب الكليات والجامعات وعامة الناس، أصدقاء المكتبات هي مجموعة دعم للمكتبات، وهي تقدم فعاليات وجولات خاصة لأعضائها.

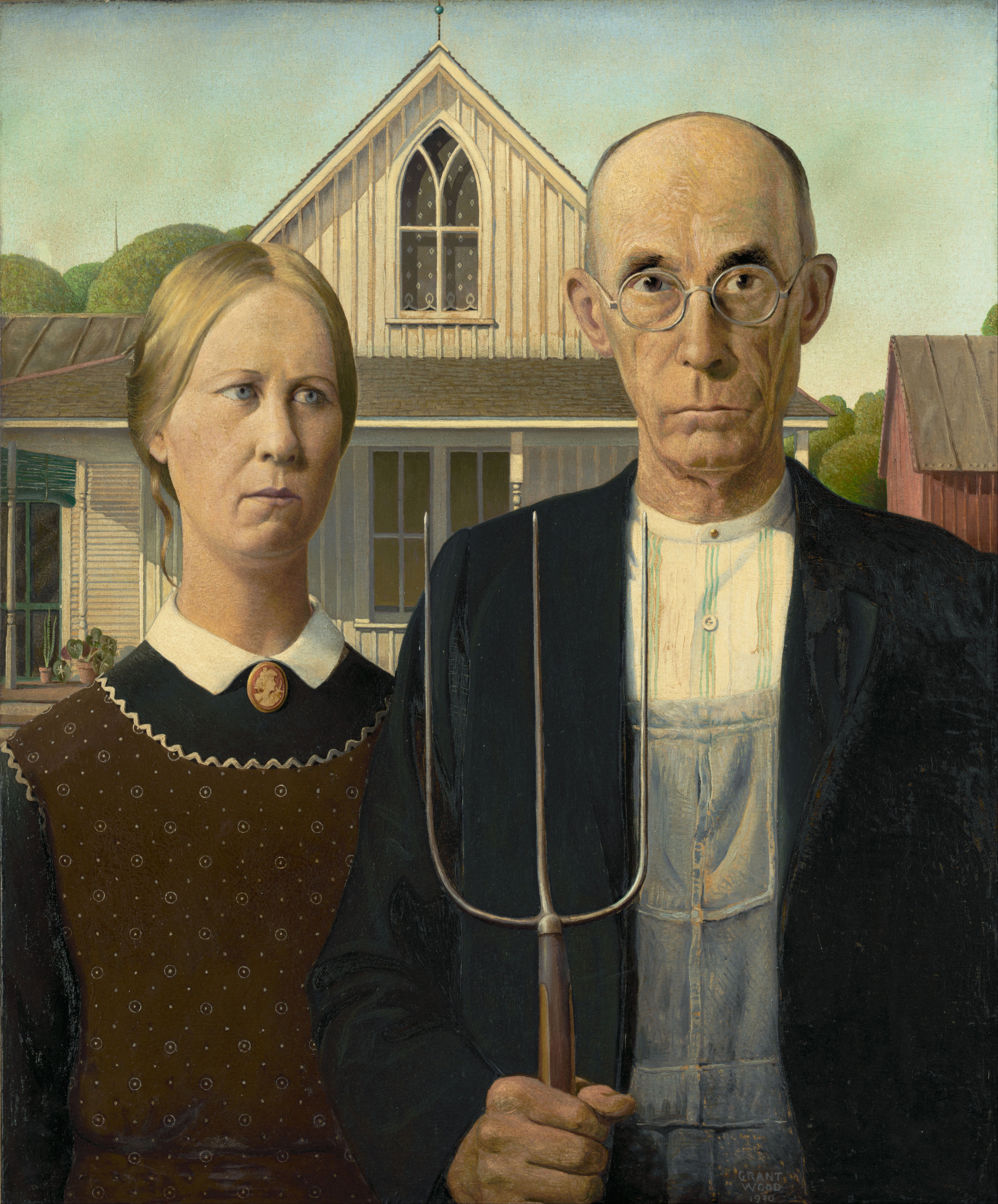
الْقُوطِيَّةُ الْأَمْرِيكِيَّةَ بريشة جرانت وود سنة 1930، من أشهر الأمثلة على الحركة الاقليمية، معهد الفنون، شيكاغو.

## وصلات خارجية
- معهد الفن على موقع الموسوعة البريطانية (الإنجليزية)
- معهد الفن على موقع قاعدة بيانات برودواي على الإنترنت (الإنجليزية)